# Astragalus anacardius
Astragalus anacardius är en ärtväxtart som beskrevs av Aleksandr Andrejevitj Bunge. Astragalus anacardius ingår i släktet vedlar, och familjen ärtväxter. Inga underarter finns listade i Catalogue of Life.